# Calochilus cleistanthus
Calochilus cleistanthus är en orkidéart som beskrevs av David Lloyd Jones. Calochilus cleistanthus ingår i släktet Calochilus och familjen orkidéer.
Artens utbredningsområde är Queensland. Inga underarter finns listade i Catalogue of Life.